# Vipera albizona
La víbora de las montañas de Turquía central (Vipera albizona) es una especie  de víbora endémica de las regiones montañosas de Turquía central, de la que no se reconocen subespecies.

## Descripción
Los machos alcanzan una longitud de algo menos de 78 cm, si bien la mayoría de los especímenes son menores.
La cabeza es relativamente grande y distinguible del cuello. El morro es redondeado, cubierto con escamas pequeñas que forman una especie de quilla. Las ventanas de la nariz se encuentran en una escama nasal única. Hay entre dos y tres escamas apicales en contacto con la del rostro, y normalmente presenta una escam cantal a cada lado de la cabeza. Los grandes supraoculares están en amplio contacto con los ojos, y alrededor se ubican de 9 a 13 escamas. Dos filas de estas separan los ojos de las supralabiales, y bajo la boca usualmente se encuentran de 10 a 13 sublabiales.
El cuerpo tiene 23 filas de escamas dorsales, dos a tres preventrales y 149 a 155 ventrales. La escama anal es simple, seguida por 23 a 30 escamas subcaudales pareadas.
El patrón cromático consiste en color tierra griáceo. A lo largo de la línea media entre el dorso de la cabeza y la cola, corren cerca de 30 bandas transversales de pronunciada tonalidad blanca con bordes blancos, separadas por una zona color rojo ladrillo.

## Hábitat
La especie habita en Turquía central, desde las montañas de Kulmac Dagliari, cerca de la «diagonal» de Anatolia. En estas regiones se la encuentra en planicies y laderas secas y pedregosas.

## Taxonomía
Luego que V. albizona fue descripta por Nilson en 1990 como especie separada de su parapátrica V. xanthina, un grupo de investigadores liderados por Schätti argumentaron que V. albizona, V. wagneri y V. bulgardaghica eran simplemente variaciones de la especie polimórfica V. xanthina. De acuerdo con Bettex (1993), es muy difícil distinguir V. albizonade V. wagneri basándose solamente en los patrones cromáticos. Sin embargo, un estudio publicado por MUlder en 1994, vino en apoyo de Nilson, y aseguró que el color de V. albizona es distinto del de la otra especie.